# Matarnia

Lage des Stadtbezirks Matarnia in Danzig

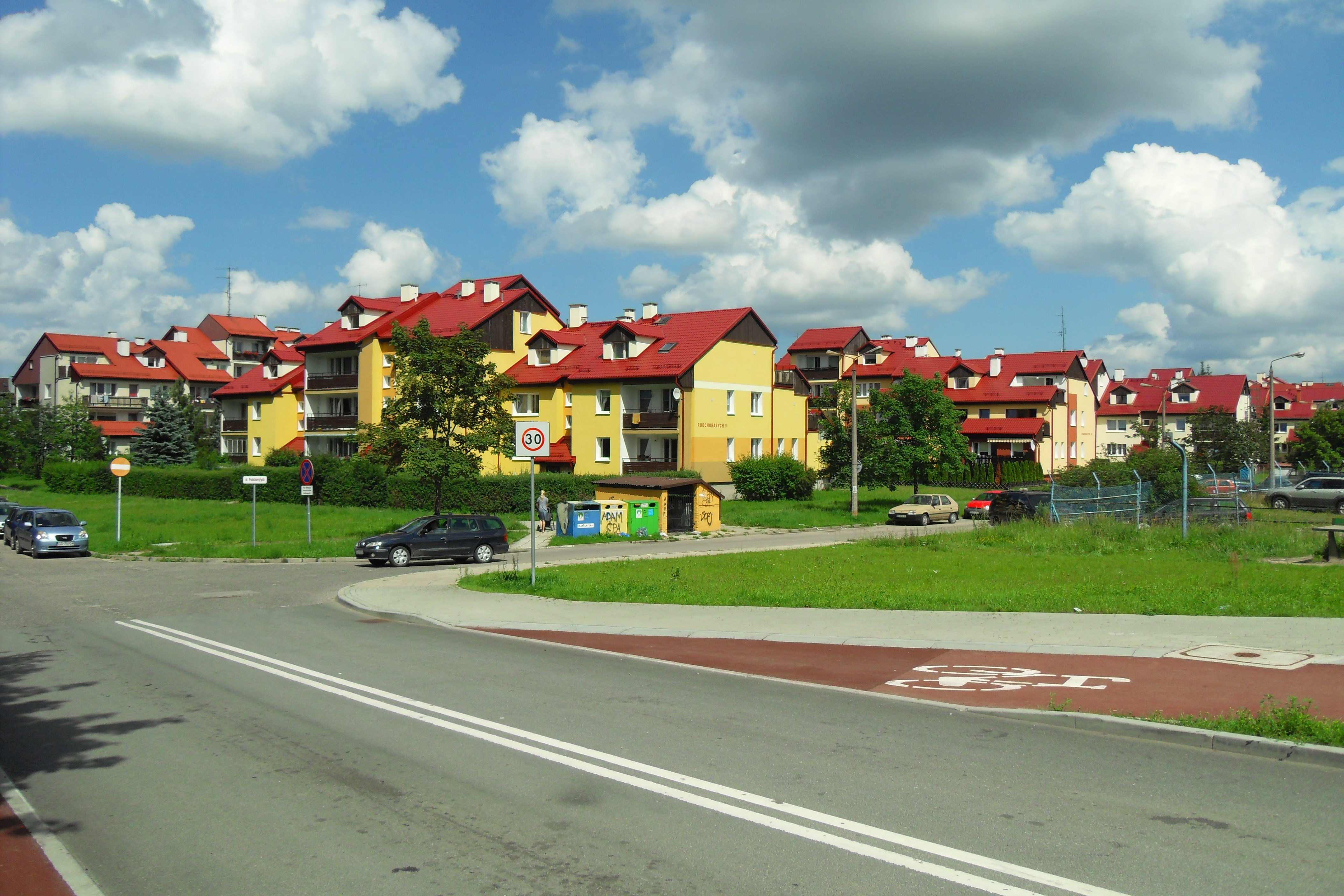
Matarnia wird von Neubausiedlungen geprägt

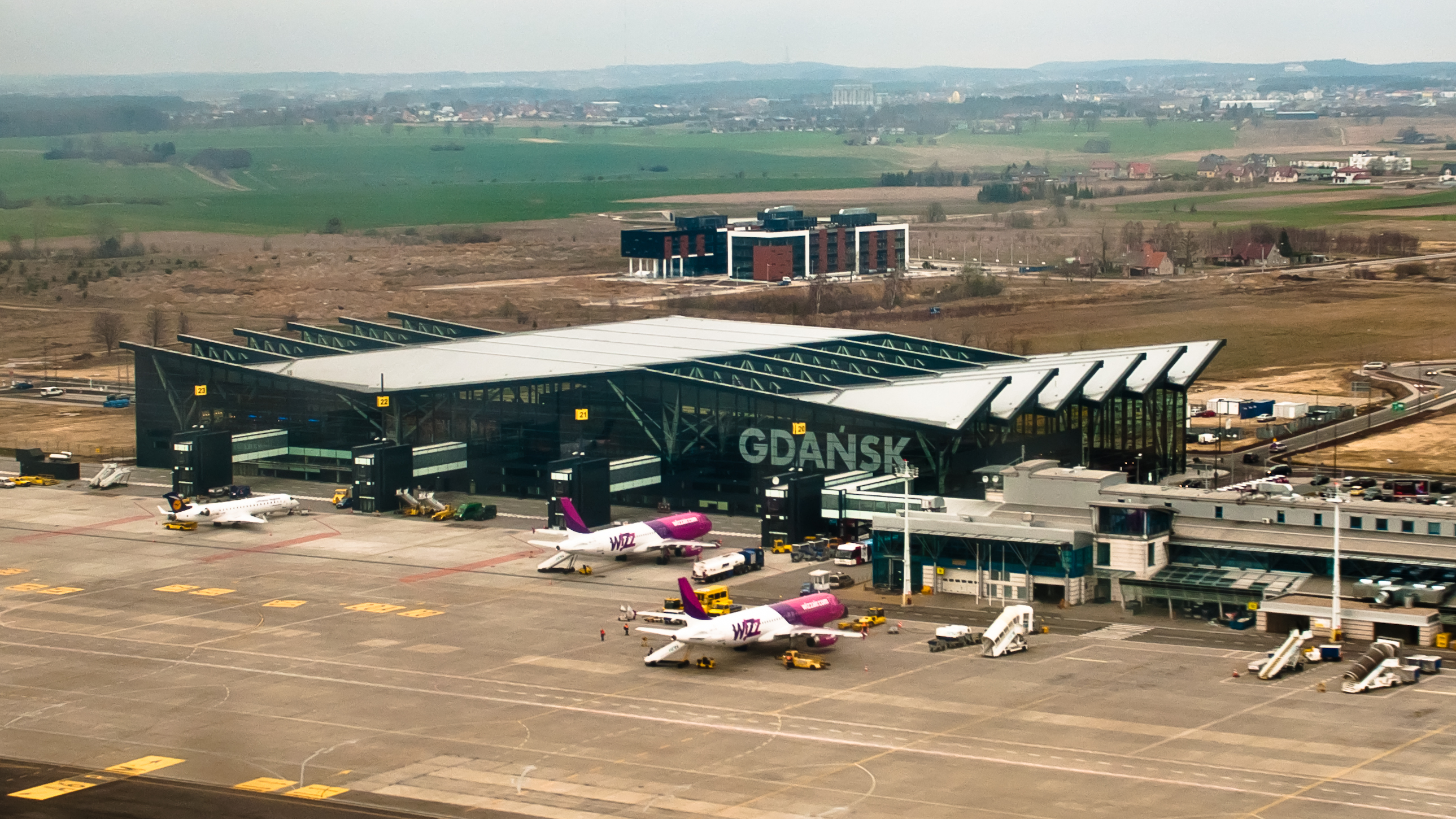
Terminal 2 des Danziger Flughafens

Matarnia (kaschubisch Matarniô; deutsch Mattern) ist der westlichste Stadtbezirk von Gdańsk (Danzig) in Polen, dieser umfasst eine Fläche von 14,4 km² und zählt 5787 Einwohner mit einer Bevölkerungsdichte von rund 400 Einwohnern/km².

## Geschichte
1772 kam die Gegend um Maternia im Zuge der Ersten Teilung Polens zum Königreich Preußen. Maternia (Mattern) bildete einen Gutsbezirk im 1818 gegründeten Landkreis Danzig im Regierungsbezirk Danzig der Provinz Westpreußen und kam mit diesem 1871 an Deutschland. 1887 wechselte Mattern zum neuen Kreis Danziger Höhe. Mattern hatte 1910 nur 300 Einwohner.
Anderthalb Jahre nach dem Ersten Weltkrieg, im Januar 1920, schied der Gutsbezirk Mattern aufgrund der Bestimmungen des Versailler Vertrags aus dem Kreis Danziger Höhe aus und kam an den Powiat Kartuski in der polnischen Woiwodschaft Pommerellen (Polnischer Korridor). Die neue Grenze trennte die Ortslage Goldkrug (Złota Karczma) vom übrigen Mattern ab, für das die polnische Ortsbezeichnung Maternia eingeführt wurde. Goldkrug wurde eine selbständige Gemeinde und blieb im Kreis Danziger Höhe und kam mit diesem 1920 bis 1939 zum Mandatsgebiet Danzig des Völkerbundes. 
1939 annektierte das Dritte Reich in einem völkerrechtlich nicht anerkannten Akt sowohl das nordwestliche Polen wie auch das Mandatsgebiet und verleibte beide dem neu errichteten besatzungsamtlichen Danzig-Westpreußen ein, zu dem Mattern und Goldkrug als Teil des neuen Landkreises Danzig bis Ende des Zweiten Weltkriegs gehörte. 
Gegen Ende des Zweiten Weltkriegs wurde die Region im Frühjahr 1945 von der Roten Armee besetzt. Mattern kam zurück an Polen, während die sowjetische Besatzungsmacht im Sommer 1945 Goldkrug gemäß dem Potsdamer Abkommen zusammen mit dem ganzen Gebiet der Freien Stadt, ganz Hinterpommern und der südlichen Hälfte Ostpreußens in polnische Verwaltung gab. Für Goldkrug wurde die polnische Ortsbezeichnung Złota Karczma eingeführt. Soweit Einwohner deutscher Ethnizität nicht geflohen waren, wurden sie in der Folgezeit größtenteils aus Goldkrug und Maternia vertrieben. 
Während Złota Karczma 1954 nach Gdańsk (Danzig) eingemeindet wurde, gehören Gebiet und weitere Orte Maternias erst seit dem 1. Januar 1973 administrativ zur Stadt Danzig. Am 2. Mai 1974 wurde hier der neue Danziger Flughafen eröffnet.

## Geografie
Der Bezirk grenzt an die Danziger Stadtbezirke Brętowo (Brentau), Jasień (Nenkau), Kokoszki (Kokoschken), Oliwa (Oliva), Osowa (Espenkrug) und an den Ort Rębiechowo (Ramkau) in der Landgemeinde Żukowo (Zuckau).

## Siedlungen und ehemalige Orte
Neben Matarnia (Mattern), gehören die Siedlungen Firoga (Viereck), Klukowo (Gluckau), Trzy Norty (Dreieck), Zajączkowo (Hasenberg), Złota Karczma (Goldkrug) und Teile von Rębiechowo (Ramkau) zum Stadtbezirk.

## Verkehr
Der Stadtbezirk und der Flughafen ist über die Schnellstraße Droga ekspresowa S6 an die Stadt Danzig angebunden.

### Bahn
Seit September 2015 ist der Stadtbezirk mit den Bahnhöfen Gdańsk Matarnia, Gdańsk Port Lotniczy (Flughafen), und Gdańsk Rębiechowo an die neue Bahnstrecke Gdańsk Wrzeszcz–Gdańsk Osowa angeschlossen. Über Osowa wird Gdynia (Gdingen) und Kościerzyna (Berent) erreicht. In Gdynia und Gdańsk Wrzeszcz (Langfuhr) besteht Anschluss an alle Fernzüge und den Nahverkehr.